# Copa Hopman de 2002
A Copa Hopman de 2002 foi a 14ª edição do torneio entre países do tênis em mistas, organizada pela Federação Internacional de Tênis.
Arantxa Sánchez Vicario e Tommy Robredo da Espanha bateram o time estadunidense de Monica Seles e Jan-Michael Gambill na final.